# René de Dorlodot
Baron René Marie Gabriel de Dorolot (Tardais, 17 februari 1883 - Parijs, 24 december 1970) was een Belgisch senator en ambassadeur.

## Levensloop
René Gabriel de Dorlodot was de zevende van de negen kinderen van baron Leon de Dorlodot (1837-1918), maître de forges, burgemeester van Acoz, en van barones Louise Lefevre (1848-1918). Hij trouwde met Germaine Pepin-Lehalleur (1890-1984) en ze hadden drie dochters.
Hij werd diplomaat en klom op tot de graad van ambassadeur met speciale opdrachten.
Hij werd provincieraadslid voor Henegouwen (1921-1928) en burgemeester van Acoz (1921-1953).
In 1928 werd hij verkozen tot senator voor de katholieke partij in het arrondissement Charleroi-Thuin. Hij bleef dit mandaat uitoefenen tot in 1949. In 1949 werd hij opnieuw lid van de senaat, ditmaal als provinciaal verkozen senator en bleef dit tot in 1963. Ook al was hij op de lijst van de katholieke partij, later de PSC-CVP gekozen, hij hield sterk aan zijn onafhankelijkheid. Binnen de CVP wilde men graag de ultra-conservatieven zoals Pierre Nothomb en René de Dorlodot kwijt, maar hun invloed en hun kieskrachtigheid maakten dat ze vooralsnog niet uit het parlement te houden waren. Ze werden echter niet tot de senaatsfractie van de CVP-PSC toegelaten.
In 1935 was de Dorlodot een tegenstander geworden van de regering Van Zeeland. In 1936 voerde hij actie voor een hergroepering van de rechtse krachten, middenstand en andere, teneinde een politiek mogelijk te maken die zich tegen de socialisten zou richten.
In 1940 nam hij deel aan de buitengewone zitting van Kamer en Senaat in Limoges. Bij de eindmotie, waarin de houding van de koning en de capitulatie van het leger werden veroordeeld, onthield hij zich. Hij deed dit, niet omdat hij het oneens was met de motie, maar omdat hij de gelegenheid wilde aangrijpen om nogmaals te onderstrepen dat het de noodlottige neutraliteitspolitiek was geweest die gemaakt had dat België onvoldoende klaar was toen de Duitsers binnenvielen.

## Publicaties
- Un tour du monde économique, politique et hiztorique. Notes de voyage, Charleroi, 1938
- Crime ou folie? (1929-1934), Brussel, 1944
- Larmes de sang (1940-1944), Brussel, 1944
- Pour une juste répression. Contre les manoeuvres politiques, arrestations arbitraires, atrocités honteuses, Charleroi, 1945
- "Les communistes ont-ils été irréprochables au début de la guerre? Jugez vous-même, Charleroi, 1945
- La guerre inutile. Qui l'a laissé faire?, Brussel, z.d.
- Limoges après la capitulation, Brussel, 1945
- Lendemain de victoire (1918-1929), Brussel, 1945
- Trente-cinq ans d'indépendance au Parlement, Brussel, 1964
- Testament politique, Charleroi, 1968